# Harry W. Gerstad
Pour les articles homonymes, voir Gerstad.
Ne pas confondre avec Harry Gerstad (1909-2002), monteur et réalisateur américain.
Harry W. Gerstad (parfois crédité Harry Gerstad ou Harry Gersted) est un directeur de la photographie américain, né le 8 août 1886 à Chicago (Illinois), mort le 26 septembre 1966 à South Pasadena (Californie).

## Biographie
Harry W. Gerstad est chef opérateur sur trente-cinq films muets américains, depuis The Danites de Francis Boggs (1912, avec Hobart Bosworth) jusqu'à Raggedy Rose de Richard Wallace (1926, avec Mabel Normand et Max Davidson).
Dans l'intervalle, citons le western The Spoilers de Colin Campbell (1914, avec William Farnum et Kathlyn Williams), Un joli rayon de soleil d'Henry King (1916, avec Marie Osborne et le réalisateur), Salomé de J. Gordon Edwards (1918, avec Theda Bara et G. Raymond Nye), ou encore The Prince and Betty de Robert Thornby (1919, avec William Desmond et Mary Thurman).
Et, fait particulier, il contribue dans les années 1920 à des courts métrages produits par Hal Roach, dont Charley My Boy de Leo McCarey (1926, avec Charley Chase).
Il est le père du monteur et réalisateur Harry Gerstad (1909-2002), parfois lui aussi crédité Harry W. Gerstad, avec lequel il est quelquefois confondu.

## Filmographie partielle
- 1912 : The Danites de Francis Boggs
- 1914 : The Spoilers de Colin Campbell
- 1915 : The Rosary de Colin Campbell
- 1916 : The Man from Bitter Roots d'Oscar Apfel
- 1916 : Un joli rayon de soleil (Little Mary Sunshine) d'Henry King
- 1916 : The Ne'er Do Well de Colin Campbell
- 1917 : Les Enfants dans la forêt (The Babes in the Woods) de Chester M. Franklin et Sidney Franklin
- 1918 : Salomé (Salome) de J. Gordon Edwards
- 1918 : The Danger Zone de Frank Beal
- 1918 : L'Île au trésor (Treasure Island) de Chester M. Franklin et Sidney Franklin
- 1918 : Under the Yoke de J. Gordon Edwards
- 1918 : The She-Devil de J. Gordon Edwards
- 1919 : The Prince and Betty de Robert Thornby
- 1921 : The Innocent Cheat de Ben F. Wilson
- 1922 : Fire Fingers de Robert F. McGowan et Tom McNamara (court métrage)
- 1922 : Chain Lightning de Ben F. Wilson
- 1923 : Dogs of War de Robert F. McGowan (court métrage)
- 1924 : Seein' Things de Robert F. McGowan (court métrage)
- 1925 : Moonlight and Noses de F. Richard Jones et Stan Laurel (court métrage)
- 1925 : Laughing Ladies de James W. Horne (court métrage)
- 1926 : Madame Mystery de Richard Wallace et Stan Laurel (court métrage)
- 1926 : Charley My Boy de Leo McCarey (court métrage)
- 1926 : Should Husbands Pay? de F. Richard Jones et Stan Laurel (court métrage)
- 1926 : Wise Guys Prefer Brunettes de Stan Laurel (court métrage)
- 1926 : Wife Tamers de James W. Horne (court métrage)
- 1926 : Le Mariage de Laurel (Get 'Em Young) de Fred Guiol et Stan Laurel (court métrage)
- 1926 : Raggedy Rose de Richard Wallace

## Galerie photos

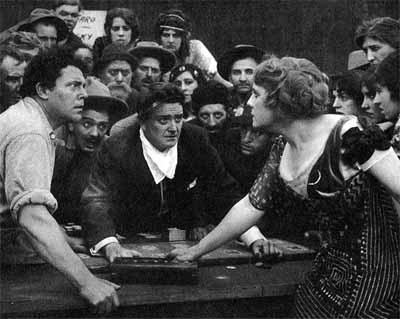
The Spoilers (1914) : William Farnum, Wheeler Oakman et Kathlyn Williams (au premier plan, de g. à d.)
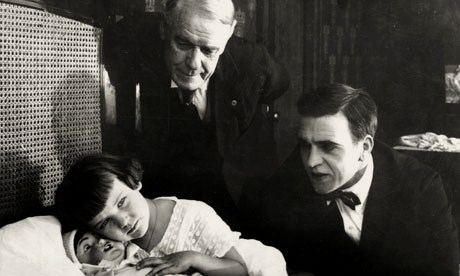
Un joli rayon de soleil (1916) : Marie Osborne, Daniel Gilfeather et Henry King (de g. à d.)